# Richard Hunt (político)
Richard Hunt (Westfield, Nueva Escocia, Canadá, 15 de diciembre de 1832 - † Brookfield, Canadá 8 de septiembre de 1915) fue un agricultor, comerciante y político canadiense. Representó desde 1890 hasta 1897 al condado de Queens en la Asamblea Legislativa de Nueva Escocia como miembro liberal.
Era hijo de Efraín Hunt y Olivia Smith. En 1856, contrajo matrimonio con Mary Morse. Murió en el sur de Brookfield a la edad de 82 años.